# Xenisthmus semicinctus
Xenisthmus semicinctus is een straalvinnige vissensoort uit de familie van grondels (Xenisthmidae). De wetenschappelijke naam van de soort is voor het eerst geldig gepubliceerd in 2004 door Gill & Hoese.